# Bambusa nepalensis
Bambusa nepalensis  (лат.) — вид однодольных растений рода Бамбук (Bambusa) семейства Злаки (Poaceae). Впервые описан британским ботаником Кристофером Марком Эндрианом Степлетоном в 1994 году.

## Распространение
Эндемик Непала. Образец типового экземпляра собран в деревне Бансбари в долине Катманду.

## Ботаническое описание
Многолетнее растение с коротким корневищем.
Стебель прямостоячий, высотой 10—20 м и диаметром 5—10 см.
Листья опушённые, размером 15—30×0,6 см.
Колоски яйцевидной формы, сжатые с боков, несут по 2—3 цветка.
Плод — зерновка.